# Sinfonías de Londres

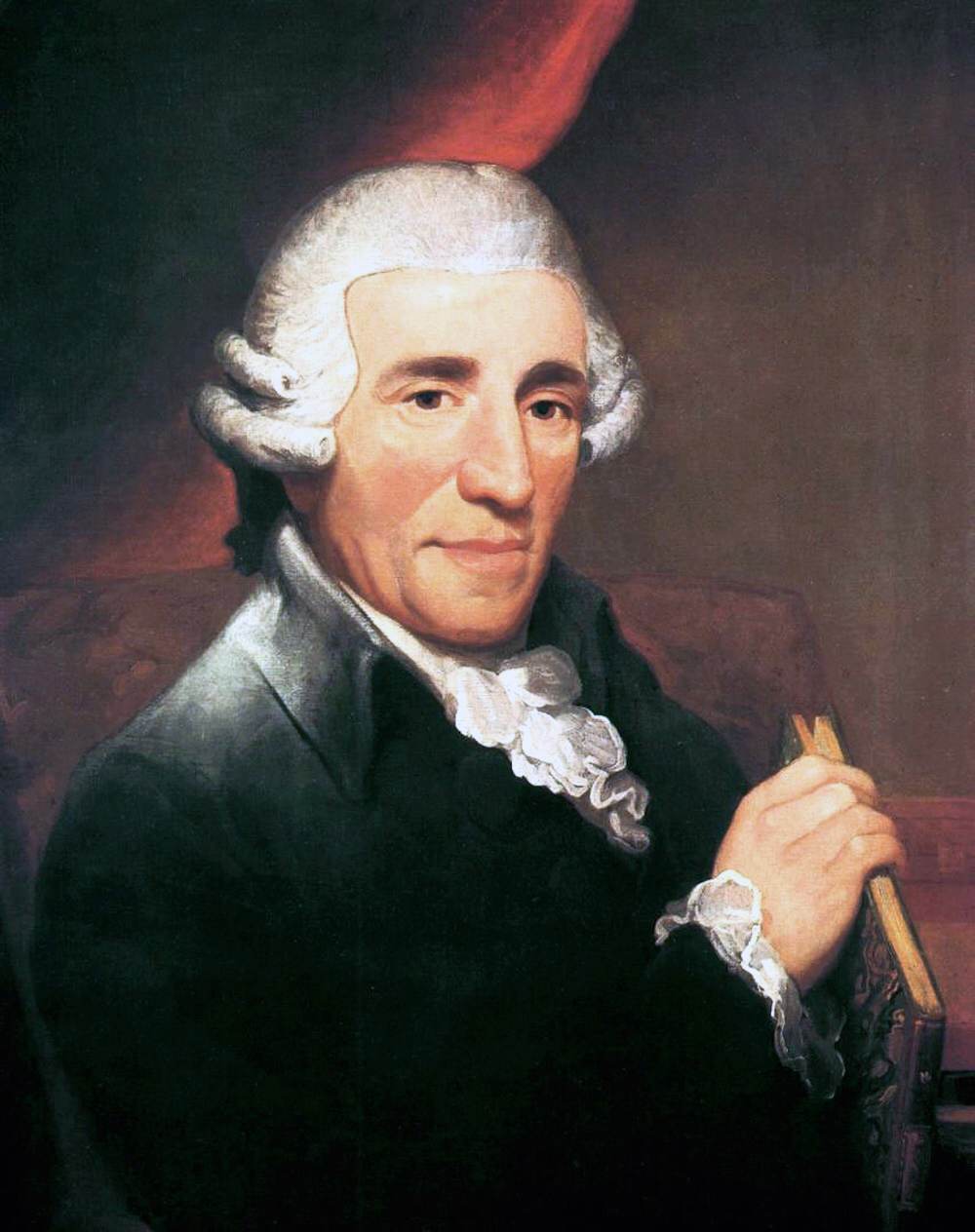
Haydn en 1791.

Las Sinfonías de Londres, también conocidas como Sinfonías londinenses o Sinfonías Salomon, son un conjunto de doce sinfonías compuestas por Joseph Haydn entre 1791 y 1795. La denominación Sinfonías Salomon proviene de Johann Peter Salomon, que fue quien llevó a Haydn a Londres.

## Historia
La producción sinfónica del maestro austríaco puede dividirse a grandes rasgos en tres bloques temporales: el primer bloque (1757-1761) se corresponde con su periodo al servicio del conde Carl von Morzin (n.º 1 - n.º 5); el segundo bloque en la corte Esterházy (1761-1790 pero con la última sinfonía para el público de Esterházy en 1781); y el tercer bloque (1782-1795) comprende las Sinfonías de París (n.º 82 - n.º 87) y las Sinfonías de Londres (n.º 93 - n.º 104). El 1 de mayo de 1761 el compositor firmó su contrato como vice-kapellmeister (más tarde kapellmeister) de la familia Esterházy, que nominalmente duró 48 años, hasta su muerte.
La composición de esta serie de piezas se desarrolló entre 1791 y 1795. Se pueden dividir en dos series:
- Desde la Sinfonía n.º 93 hasta la n.º 98 fueron compuestas para la primera visita del compositor a Londres.
- Desde la Sinfonía n.º 99 hasta la n.º 104 fueron compuestas en Viena y Londres para la segunda visita del compositor a la capital inglesa.

### Primera visita a Londres

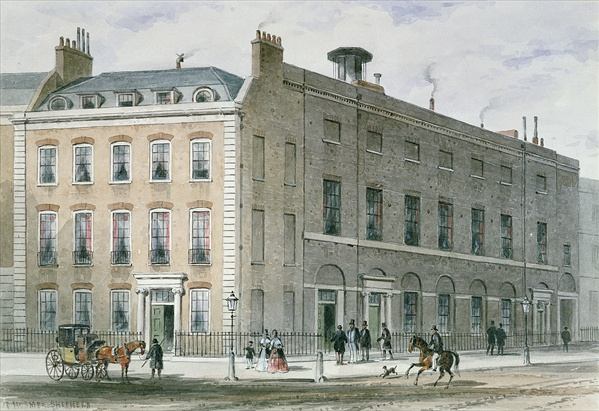
Hanover Square de Londres, lugar del estreno de varias sinfonías.

Haydn había sido compositor de la corte del príncipe Nicolás Esterházy durante 28 años cuando éste murió en 1790. El sucesor de Nicolás, su hijo Antón, no era un gran aficionado a la música y desmanteló en gran medida el entramado musical de la familia. El compositor se trasladó a Viena y no tardó en recibir numerosas ofertas de empleo. La más interesante procedía del violinista y empresario Johann Peter Salomon, que le ofreció una considerable suma de dinero para presentar varias obras nuevas en una serie de conciertos en Inglaterra, en lo que sería su primer viaje fuera de Austria. Su primera estancia en Londres, que fue un gran éxito según todos los testimonios, empezó el 1 de enero de 1791 y finalizó en julio de 1792 con su regreso a Viena. Con motivo de este viaje el compositor escribió una primera serie de seis sinfonías "londinenses" (n.º 93 - 98).

### Segunda visita a Londres

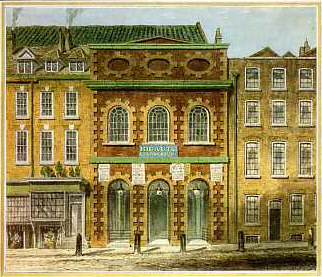
King's Theatre de Londres, lugar del estreno de varias sinfonías.

Tras su glorioso primer viaje a Inglaterra, Haydn se enfadó y se desanimó en Viena, donde el príncipe Antón había trasladado la corte. Aunque seguía siendo el kapellmeister oficial de Esterházy y con sueldo completo, no tenía obligaciones. La prensa no se hizo eco de su regreso ni de su gran éxito en el extranjero. Su querido Mozart había muerto y su esposa se comportaba de manera más enfermiza que nunca, al estilo de Jantipa. Además había pasado un desagradable año con el joven y descarado Beethoven, que había venido de Bonn para estudiar con él. Beethoven le dejó claro que Mozart habría sido su primera opción si aún viviera. Por eso, cuando Johann Peter Salomon invitó a Haydn a volver a Inglaterra para dos temporadas más de conciertos, estaba preparado. Consiguió el permiso del príncipe Antón (que le mantenía en nómina como trofeo) y partió de Viena el 19 de enero de 1794, acompañado por su copista y devoto factótum, Joseph Elssler. Ya había completado la n.º 99, así como algunas partes de las n.º 100 y 101. Llegó a Inglaterra en febrero de 1794 y durante los meses siguientes ofreció una nueva temporada de doce conciertos en Hanover Square Concert Rooms, donde una orquesta experta ahora incluía clarinetes.

## Recepción de las obras
La música de Haydn era muy popular en Inglaterra antes de que viajara allí y los aficionados musicales británicos llevaban tiempo demandando una visita del compositor austriaco. La recepción del compositor en Inglaterra fue de hecho muy entusiasta y las visitas al país fueron uno de los periodos más fructíferos y felices de la vida del compositor. Existen numerosos testimonios que muestran la cálida y entusiasta acogida de las Sinfonías londinenses por parte del público británico. Por ejemplo, el estreno en Londres de la n.º 103 supuso sin lugar a dudas un enorme éxito inmediato, llegando a requerir un bis del segundo movimiento. 
El acontecimiento fue descrito por un crítico del periódico The Morning Chronicle del 3 de marzo de 1795 de la siguiente manera:

«Otra nueva Obertura [i.e., sinfonía], por el fértil y encantador Haydn, fue interpretada; la cual, como viene siendo habitual, tenía continuos toques de genialidad, tanto en el aire como en la armonía. La Introducción captó la mayor atención, el Allegro cautivó, el Andante recibió un bis, los Minuetos, especialmente el trío, fueron juguetones y dulces y el último movimiento fue igual, sino superior al precedente.»

## Las sinfonías
- Sinfonía n.º 93 en re mayor (1791)
- Sinfonía n.º 94 en sol mayor, "Sorpresa" (1791)
- Sinfonía n.º 95 en do menor (1791)
- Sinfonía n.º 96 en re mayor, "El milagro" (1791)
- Sinfonía n.º 97 en do mayor (1792)
- Sinfonía n.º 98 en si bemol mayor (1792)
- Sinfonía n.º 99 en mi bemol mayor (1793)
- Sinfonía n.º 100 en sol mayor, "Militar" (1793-1794)
- Sinfonía n.º 101 en re mayor, "El reloj" (1793-1794)
- Sinfonía n.º 102 en si bemol mayor (1794)
- Sinfonía n.º 103 en mi bemol mayor, "Redoble de timbal" (1795)
- Sinfonía n.º 104 en re mayor, "Londres" (1795)

## Relevancia histórica
Las sinfonías "Londres" culminan una etapa histórica conocida como "clasicismo musical" y, a su vez, se consolidan como el más claro ejemplo del sinfonismo "pre-romántico". Desde el punto de vista formal, estas sinfonías anticipan las estructuras propias del sinfonismo de Beethoven, Schubert, Mendelssohn, Schumann o Brahms, compositores que tomaron como ejemplo el modelo Haydniano, por su potente cohesión temática, sus grandes desarrollos, sus introducciones lentas, sus minuetos a tempo rápido (allegretto, allegro, allegro molto) que anticipan el "scherzo" y por sus grandiosos "finale". 

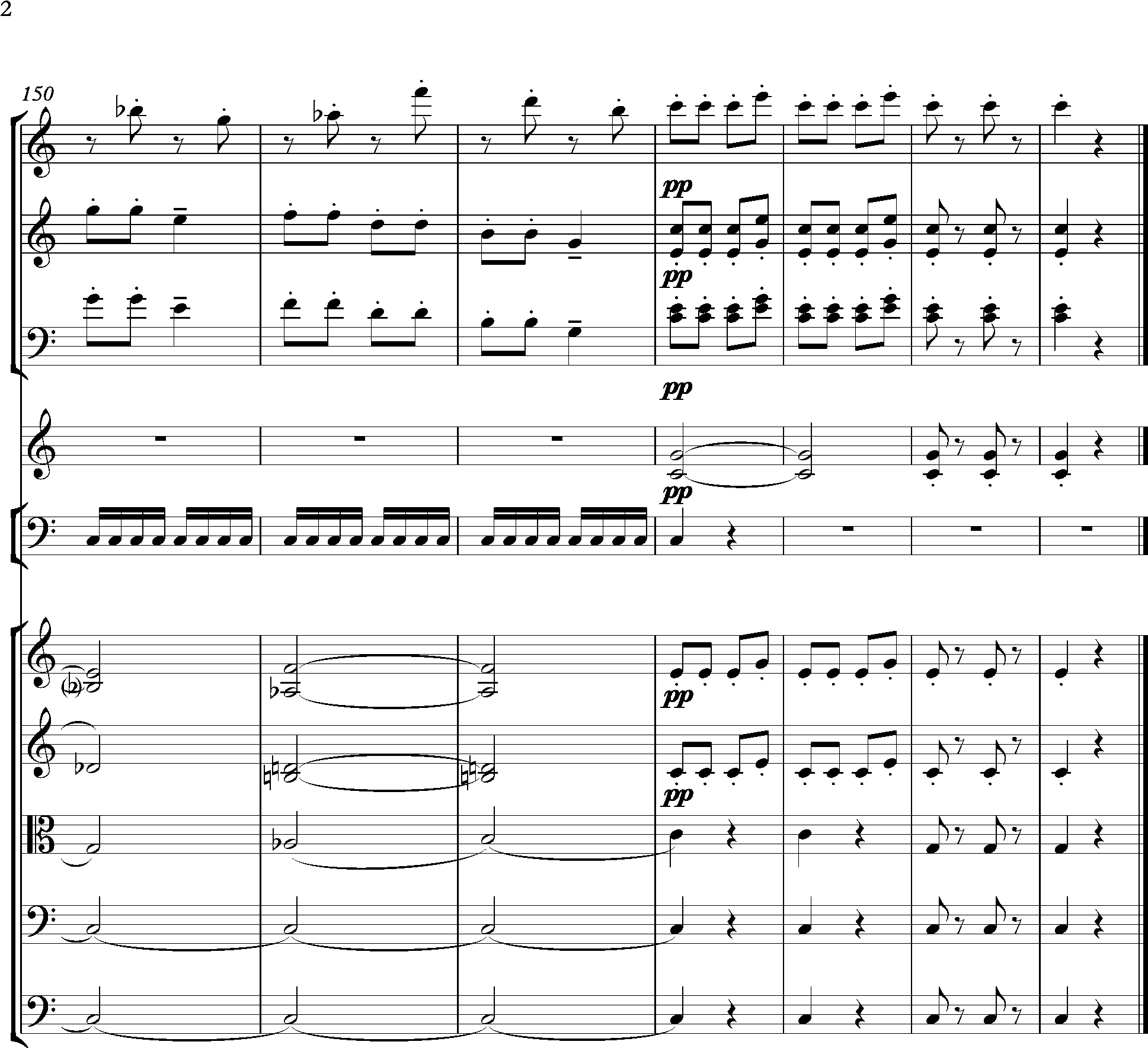
Sinfonia 94. 2º Movimiento

Desde el punto de vista orquestal representan una nueva concepción sonora, impetuosa y agresiva, que marca una clara inflexión en el género, que por momentos roza ya el expresionismo de Beethoven y se encuentra ya muy lejos del formalismo de Mozart, de Michael Haydn (su propio hermano), de Boccherini o de Pleyel y el resto de sus contemporáneos. 
Estas sinfonías "londinenses" están altamente individualizadas, poseen un color propio, un estilo diferenciado, un tematismo caracterizador muy elocuente con numerosas referencias a géneros variados (pastoral, militar, sacro, épico, lírico, operístico, pagano, concierto solista, etc.) y una símbología hermética. Las estructuras novedosas, la potencia sonora, la instrumentación moderna y la grandiosidad de su contenido, junto a su vocación universalista que interpela al ser humano en sus alegrías y sufrimientos, todo ello convierte a estas obras en una auténtica revolución en la historia de la música. No sorprende que el mismo Beethoven confesara que su lenguaje y su concepción de la música parten del estilo maduro de Haydn, como queda patente en la dedicatoria al "genio de Rohrau" de sus primeras sonatas, el lenguaje de sus cuartetos de madurez y los de su última etapa. Lo mismo ocurre con sus sinfonías que parecen brotar directamente de las "londinenses" del maestro austríaco. Luego le tocará a Beethoven la "segunda revolución" del género, en la que potenciará al máximo el elemento dramático.  
En el terreno de la orquestación representan la más rabiosa modernidad, todos los efectos sonoros imaginables desfilan por sus pentagramas: para las cuerdas tenemos "con sordina", "pizzicato", "sul ponticello", solos de violín o de violoncello, partes para dos violas y pasajes íntimos para cuarteto de cuerdas, incluso hace una reutilización moderna del "concertino" y "ripieno" del antiguo "concerto grosso" barroco. En cuanto a los vientos tenemos los primeros pasajes "con sordina" para trompa y trompeta, solos de trompa y los primeros solos de trompeta del género. Estas sinfonías contienen abundantes solos para todas las maderas: flauta, oboe, clarinete y fagot, además de sorprendentes texturas mixtilineas de metales con maderas, maderas con cuerdas, percusión en pianíssimo con metales y cuerdas con sordina, o mezcla de timbres altamente contrastantes. A todo este despliegue de efectos sonoros hay que añadir el papel protagonista que adquiere la percusión en estas grandes obras, siendo la primera vez que una sinfonia se abre con un solo de "timbales" que crea una atmósfera siniestra incomparable. Con Haydn la percusión deja de ser un soporte para obtener btillo y pompa y empieza a desempeñar diferentes roles, tanto de carácter dramático o épico, pasando por una vertiente lírica e incluso íntima, llegando en el uso de la percusión incluso más lejos que Clementi, Beethoven y los primeros Románticos Schubert, Mendelssohn, Schumann y Bramhs; este último admiraba tanto a Haydn que manifestó que soñaba con que su "hipotética décima sinfonía" pudiera sonar a algo parecido al "Largo" de la Sinfonía 88 del genio de Rohrau . Por vez primera se hace uso de 3 timbales en un movimiento, y, por pimera vez se incluye en el género la llamada percusión "turca", o sea, triángulo, bombo y platillos, aunque en este caso se trata más bien de la instrumentación propia de la música militar, de la que Haydn nos legó varios ejemplos sobresalientes.